# リスペクト 美空ひばり「津軽のふるさと」
「リスペクト 美空ひばり「津軽のふるさと」」（リスペクト みそらひばり つがるのふるさと）は、松山千春が2010年10月27日にリリースした67枚目のシングル。

## 解説
コロムビア創立100周年企画として制作されたシングルで、美空ひばりの代表曲を松山がカバーしている。

## 収録曲
| 全編曲: 夏目一朗。 |                    |            |            |       |
| #                  | タイトル           | 作詞       | 作曲       | 時間  |
| 1.                 | 「津軽のふるさと」 | 米山正夫   | 米山正夫   | 4:33  |
| 2.                 | 「ひばりの花売娘」 | 藤浦洸     | 上原げんと | 4:05  |
| 3.                 | 「東京キッド」     | 藤浦洸     | 万城目正   | 3:17  |
| 4.                 | 「悲しい酒」       | 石本美由起 | 古賀政男   | 6:02  |
| 合計時間:          | 合計時間:          | 合計時間:  | 合計時間:  | 17:57 |